# Owingen
Owingen är en kommun (tyska Gemeinde) i Bodenseekreis i delstaten Baden-Württemberg i Tyskland. Kommunen består av ortsdelarna (tyska Ortsteile) Owingen, Billafingen, Hohenbodman och Taisersdorf. Folkmängden uppgår till cirka 4 600 invånare, på en yta av 36,73 kvadratkilometer.
Kommunen ingår i kommunalförbundet Überlingen tillsammans med staden Überlingen och kommunen Sipplingen.